# Unterseeboot U-136 (1917)
Pour les autres navires du même nom, voir Unterseeboot 136.
L'Unterseeboot U-136 est l’un des 329 sous-marins de la marine impériale allemande pendant la Première Guerre mondiale. Il a participé à la guerre navale et a pris part à la première bataille de l'Atlantique.

## Historique
L'U-136 a été commandé le 27 mai 1916, lancé le 7 novembre 1917 au Kaiserliche Werft Danzig (en français : chantier naval impérial de Dantzig) et mis en service le 15 août 1918. Son premier et unique commandant était le Kapitänleutnant (capitaine de corvette) Hermann Menzel. L'U-136 n’a pas mené d’opération pendant la Première Guerre mondiale, et n’a donc coulé ou endommagé aucun navire.
L'U 136 est livré à la France le 23 février 1919 et démoli en 1921 à Cherbourg.

## Affectations
- Flottille III : de date de début inconnue au 11 novembre 1918.

## Commandants
- Kapitänleutnant Hermann Menzel[4] : du 15 août au 11 novembre 1918.